# Вороново (Владимирская область)
Вороново — деревня в Петушинском районе Владимирской области России, входит в состав Нагорного сельского поселения.

## География
Деревня расположена в 18 км на северо-запад от города Покров и в 40 км на северо-запад от райцентра города Петушки.

## История
По разделу 3 января 1677 года деревней владел Т. П. Савёлов.
В конце XIX — начале XX века деревня входила в состав Аргуновской волости Покровского уезда, с 1926 года — в составе Овчининской волости Александровского уезда. Основное занятие жителей: земледелие и плотничество. 
С 1929 года деревня входила в состав Цепнинского сельсовета Киржачского района, с 1940 года — в составе Барсковского сельсовета, с 1945 года — в составе Покровского района, с 1954 года — в составе Панфиловского сельсовета, с 1960 года в составе Петушинского района, с 2005 года — в составе Нагорного сельского поселения.

## Население
В 1857 году — в деревне 11 двор, жителей мужского пола 59, женского 78.

В 1859 году — 20 дворов.

В 1905 году — 27 дворов.

В 1926 году — 44 двора.
| 1859 | 1905 | 1926 | 2002 | 2010 | 2021 |
| ---- | ---- | ---- | ---- | ---- | ---- |
| 135  | ↗207 | ↗219 | ↘0   | ↗2   | ↘0   |